# Язовець
Я́зовець (болг. Язовец) — село в Тирговиштській області Болгарії. Входить до складу общини Антоново.

## Населення
За даними перепису населення 2011 року у селі проживали 9 осіб.
Національний склад населення села:
| Національність   | Кількість осіб | Відсоток |
| ---------------- | -------------- | -------- |
| болгари          | 5              | 55,6%    |
| турки            | 4              | 44,4%    |
| цигани           | 0              | 0%       |
| інша             | 0              | 0%       |
| не визначились   | 0              | 0%       |
| Всього відповіли | 9              |          |

Розподіл населення за віком у 2011 році:
Динаміка населення: